# Gajiga, Bangarapet
Gajiga là một làng thuộc tehsil Bangarapet, huyện Kolar, bang Karnataka, Ấn Độ.